# Оцеляване (движение)
Социалното движение за оцеляване, нар. сървайвълизъм (на английски: survivalism) неговите последователи са сървайвалисти (survivalist) или подготвящи се (preppers, от английски prepare – подготвям)  за извънредни и спешни ситуации като природни катастрофи или социални / политически безредици (промени) от локален или глобален характер.
Сървайвалистите често придобиват знания и преминават обучение за спешна медицинска помощ и самоотбрана, снабдяват се със запаси от храна и вода, подготвят се да бъдат самодостатъчни и понякога строят структури като бункери или други подземни съоръжения, които да им помогнат да оцелеят при катастрофа.
През годините идеята за начин за подготвяне и причини се променят, например през 70-те на 20 век това е презапасяването с храна на Запад, заради страх от икономическа криза, хиперинфлация и глад. В България някои възприемат такава опасност при падането на комунизма и се презапасяват, което действително се случва като липса на някои стоки от магазините. По-късно през 1999 широко разпространен е страхът от блокаж на системи и дори спиране на тока, заради „бъг 2000“ при компютрите, което обаче не се случва.
Подготовката често включва и приготвяне на чанта с комплект лекарства и други материали за първа необходимост.